# Moustafa II
Moustafa II (en turc : II. Mustafa), dit le victorieux (en turc : Gazi Mustafa), né le 6 février 1664 et mort le 31 décembre 1703, est sultan de l'Empire ottoman et calife de l’islam du 6 février 1695 au 21 août 1703.

## Biographie
Il est le fils du sultan Mehmed IV, déposé en 1687. Il succède à son oncle Ahmed II décédé en 1695.
L'Empire ottoman est depuis 1683 en conflit avec une coalition d'États européens menée par l'empire des Habsbourg (Sainte Ligue) et la Russie (depuis 1686), au cours duquel les Ottomans ont essuyé des revers (Mohács (1687), Slankamen (1691), défaites en Grèce). Moustafa prend des mesures énergiques pour tenter de reprendre l'avantage, en diminuant les dépenses de l'État, en augmentant les taxes sur le tabac et le café, en renforçant l'armée et la marine et en menant une politique monétaire saine. Il obtient ainsi quelques succès en 1695 (reprise de Chios) et 1696, mais ne peut empêcher les Russes de prendre Azov en 1696. L'armée ottomane est finalement battue à Zenta par les Autrichiens en septembre 1697 et l'empire doit céder de vastes territoires à ses ennemis à la suite du traité de Karlowitz en 1699 et au Traité de Constantinople en 1700.
Au cours des dernières années de son règne, il se désintéresse des affaires de l'État, passant la majeure partie de son temps dans le palais d'Edirne. Après 1699, son grand vizir Amjazade Hüseyin améliore la situation financière, réduit fortement le nombre de fonctionnaires et de janissaires et contrôle plus sévèrement le système des timars ; ces mesures sont en partie annulées après 1702 par ses successeurs.
En juillet 1703, les janissaires se révoltent à la suite d'un projet d'expédition en Géorgie ; après avoir essayé de désamorcer la situation en renvoyant ses principaux ministres, Moustafa abdique le 22 août 1703 en faveur de son frère Ahmed III. Il meurt en décembre de la même année.

## Descendance
Il a huit fils, dont les sultans Mahmoud Ier et Osman III et dix filles.